# Stadthalle Bayreuth

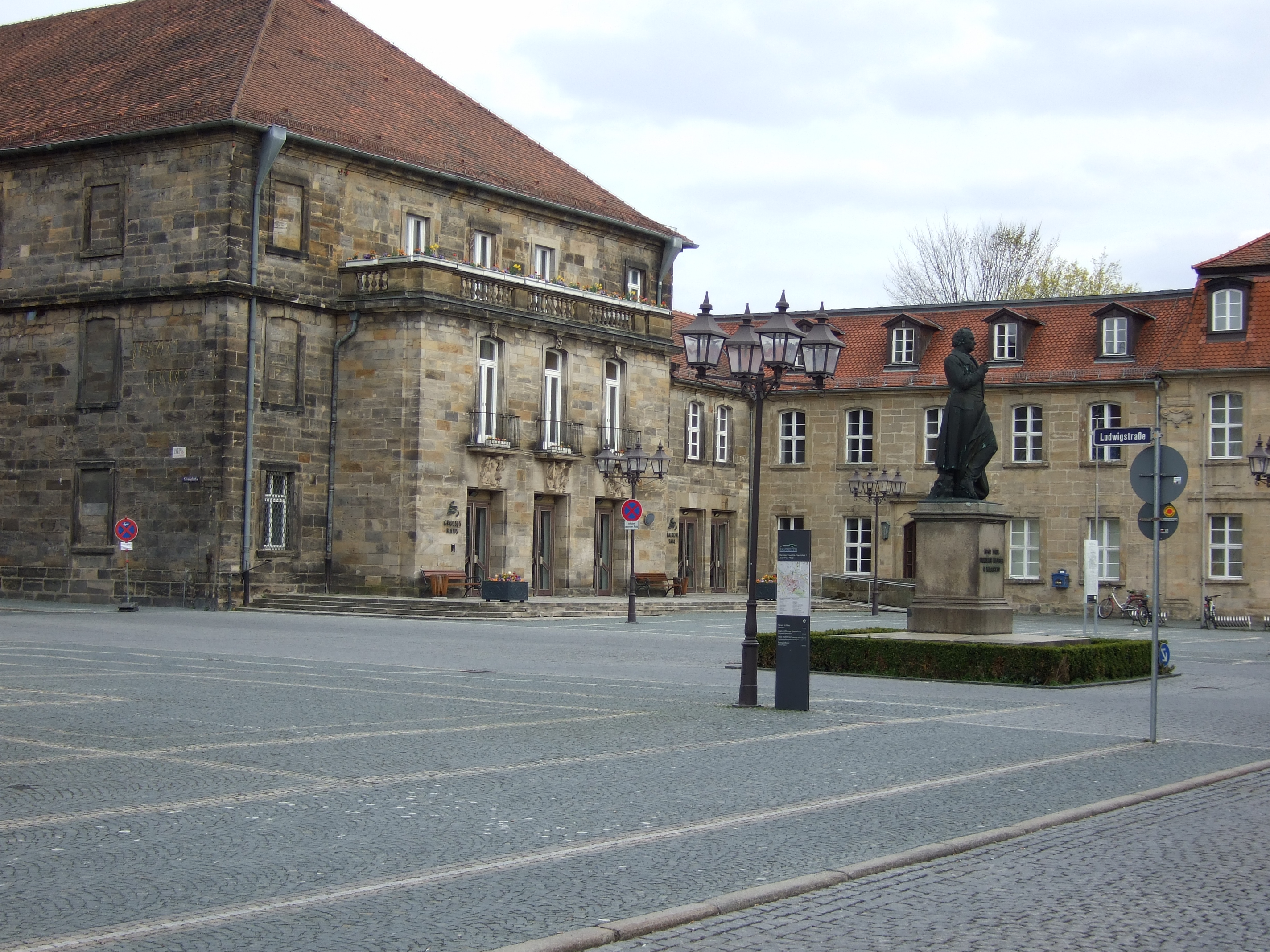
Jean-Paul-Platz mit der Westfassade der Stadthalle und dem ehemaligen Oberstallmeisterhaus (2012)

Die Stadthalle ist ein Zweckbau an der Ludwigstraße in Bayreuth.

## Geschichte

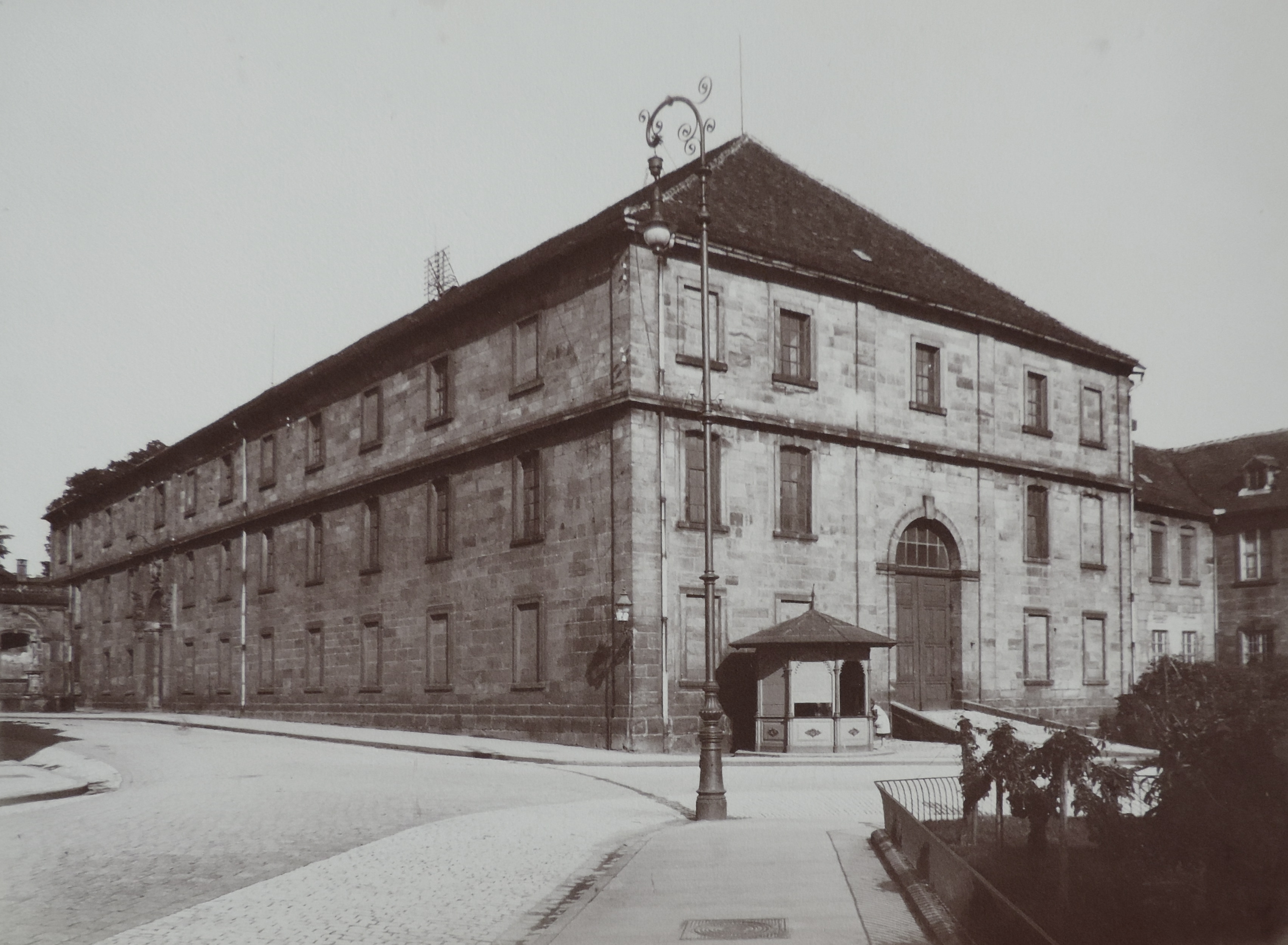
Ehemalige Reithalle der Markgrafen (um 1910)

Friedrich III., Markgraf des Fürstentums Bayreuth und Ehemann Wilhelmine von Preußens, ließ das Gebäude in den Jahren 1747/48 errichten. Am Paradeplatz am westlichen Ende der Rennbahn, einer seit 1626 im Zuge der heutigen Ludwigstraße angelegten Reitsportanlage, diente der zunächst eingeschossige Bau als Reithalle. Ausgeführt wurde er durch den fürstlichen Hochbauinspekteur Joseph Saint-Pierre, der zur gleichen Zeit mit dem Bau des Markgräflichen Opernhauses beschäftigt war.

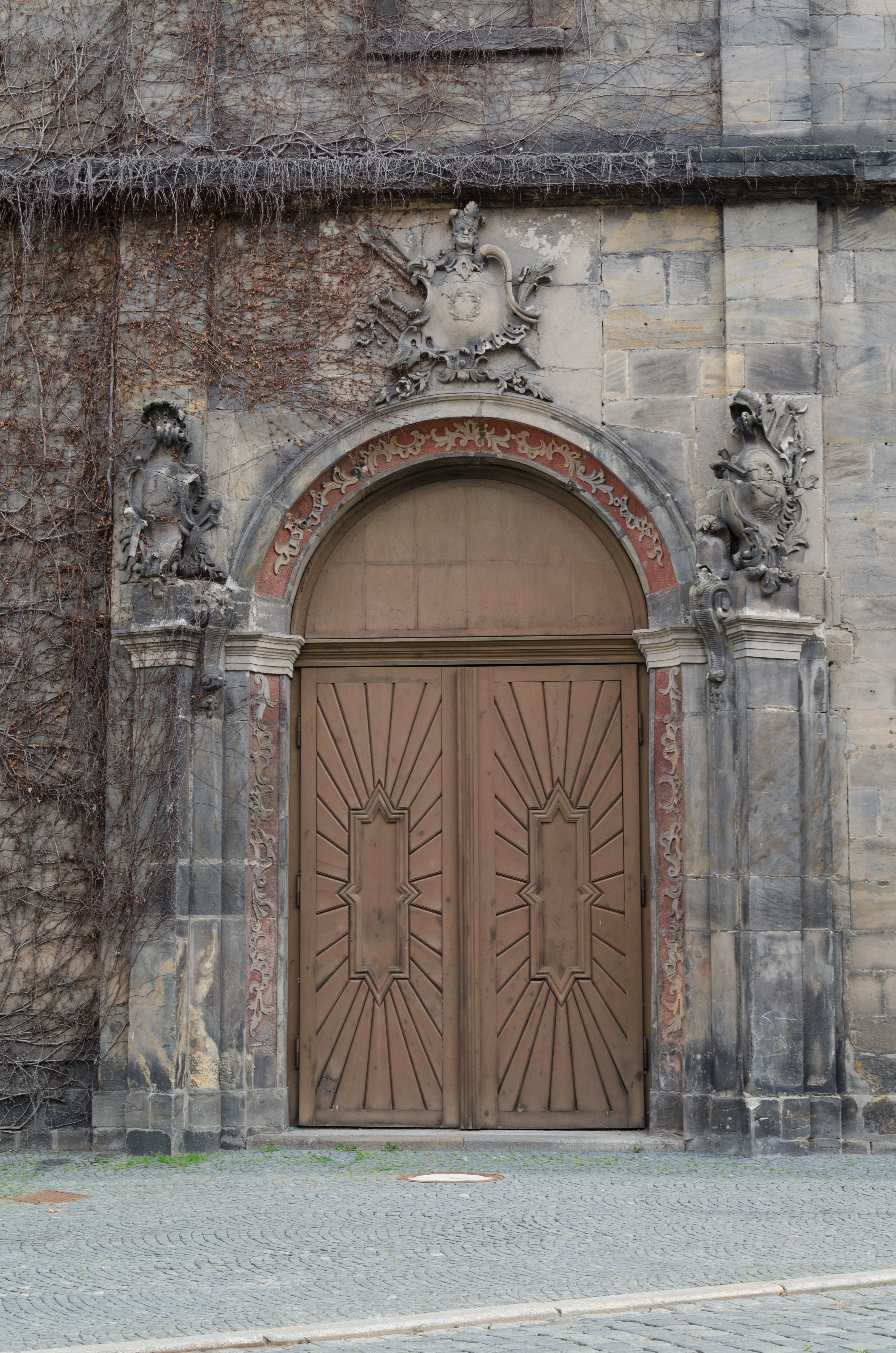
Von Johann Jeremias Martini gestaltetes Rundbogentor an der Ludwigstraße

Fassade zwischen Haupteingang (rechts) und dem „Storchentor“ als Durchgang zum Hofgarten, davor der Trophäenbrunnen (um 1900)

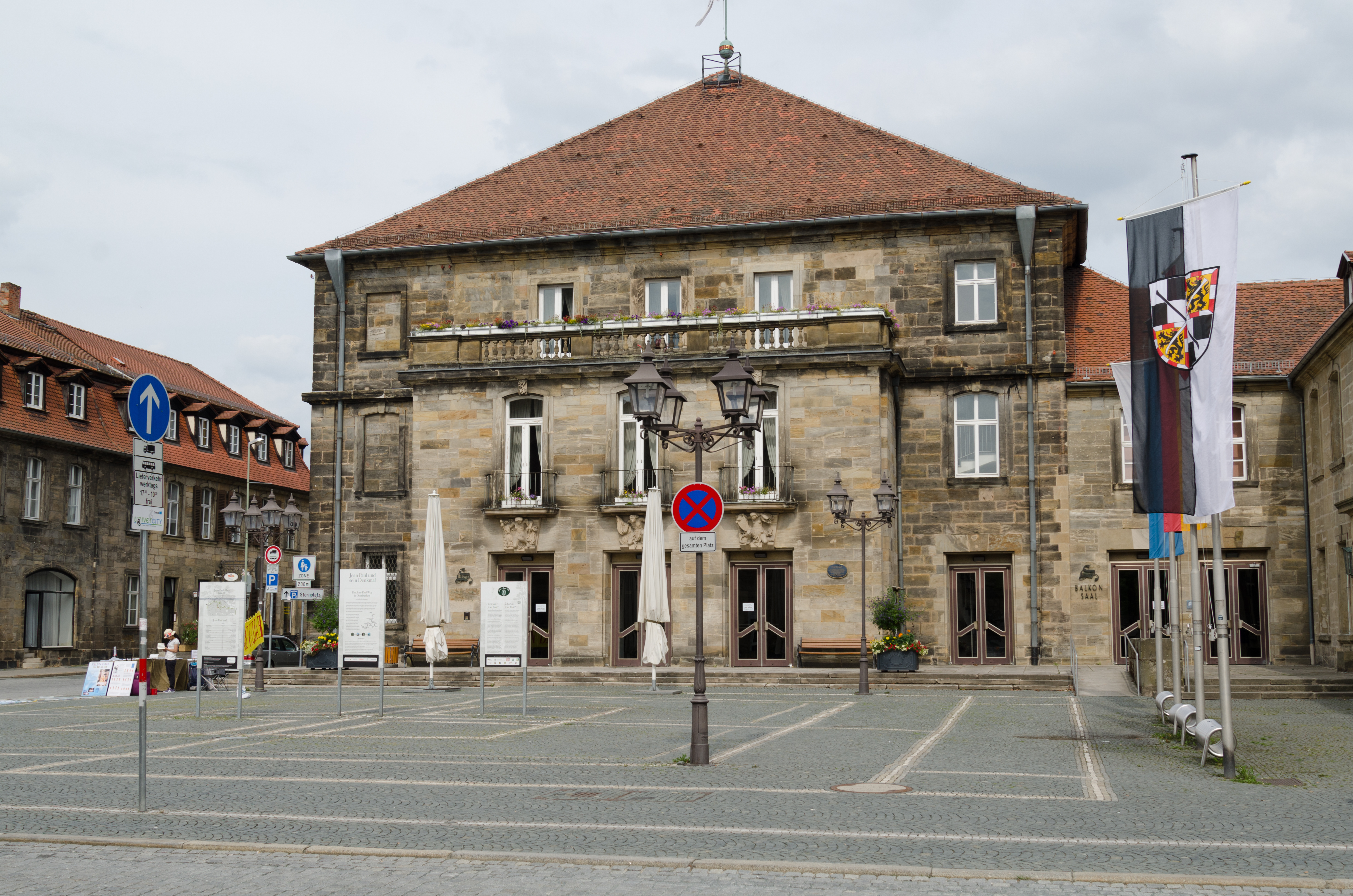
Heutiger Haupteingang der Stadthalle mit dem von Hans Reissinger entworfenen Vorbau (2014)

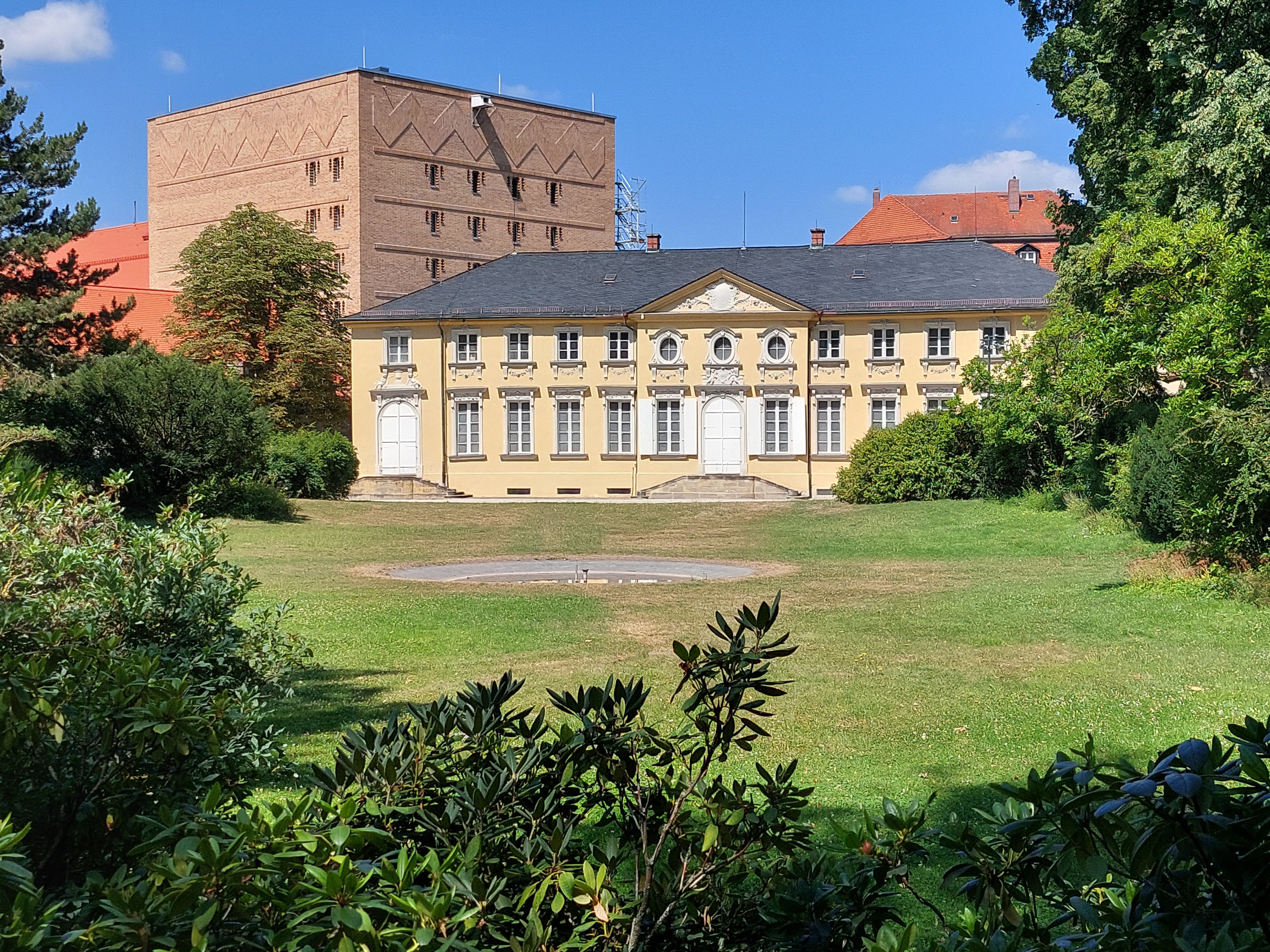
Das 1963 fertiggestellte Bühnenhaus hinter dem Italienischen Bau des Neuen Schlosses

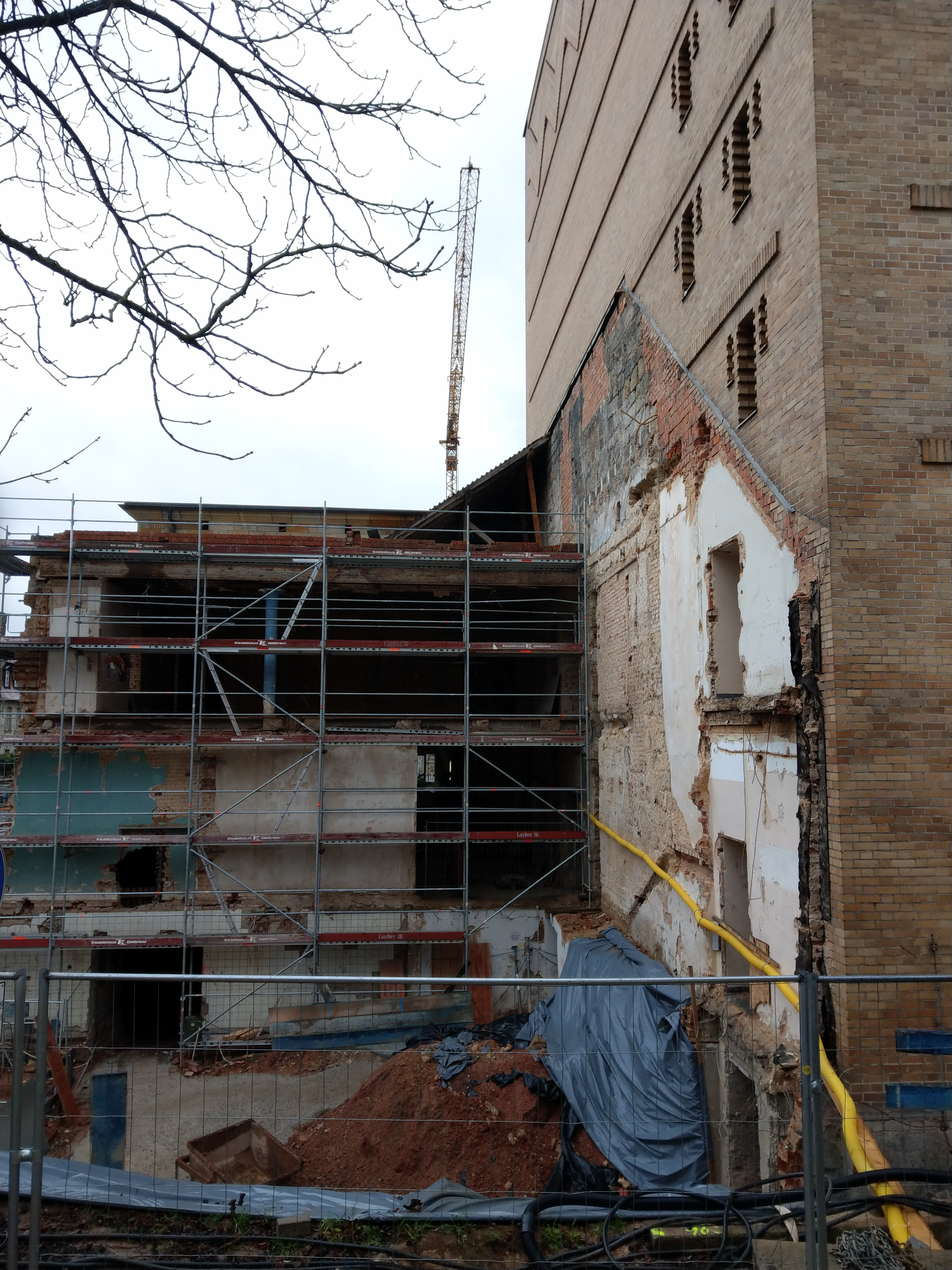
Umbauarbeiten im Jahr 2018, rechts das Bühnenhaus

Im Jahr 1761 wurde die Halle auf der Ostseite verlängert und ein zweites Stockwerk aufgesetzt. Die Fenster im Erdgeschoss waren von Anfang an blind, die im Obergeschoss erhielten stichbogige Rahmen. Zum Paradeplatz führte ein schmuckloses Rundtor mit einer flachen Rampe. Einziger Schmuck des aus Sandsteinquadern errichteten Hauses war das heute noch vorhandene Rundbogentor an der Ludwigstraße mit einem prachtvoll verzierten Rahmen, gestaltet vom Bildhauer Johann Jeremias Martini. Die Darstellung in der Rocaille-Kartusche über dem Torbogen mit Jagdtrophäen verweist auf die Reiter und Reitersoldaten, die Halle und Rennbahn benutzten. Wahrscheinlich stellte es in der Markgrafenzeit das Hauptportal dar.
Im Neubauteil wurde für den Hof ein kleines Theater eingerichtet. Dessen Vorgänger war das benachbarte Komödienhaus gewesen, das zeitgleich mit dem Bau des Neues Schlosses (1753–1758) errichtet worden war. Vermutlich überwiegend in Fachwerkbauweise errichtet, wurde es wegen der Brandgefahr nach wenigen Jahren wieder abgebrochen; erhalten blieb dessen steinerne Fassade mit zwei Toren zwischen der Stadthalle und dem „Storchenhaus“. Am 21. November 1785 wurde das „Hochfürstliche Theater im Reithaus“ mit einer Vorstellung der Medoxischen Theatergruppe eingeweiht. 1786 wurde ein zweites, noch kleineres Theater eingebaut, das im Gegensatz zum Markgräflichen Opernhaus (mit zwei Öfen) beheizt werden konnte; später folgten weitere Umbauten. 1905 wurde die Bühne im Reithaus abgebrochen; nach der Eröffnung des Richard-Wagner-Festspielhauses im Jahr 1876 war sie kaum noch für Vorstellungen genutzt und schließlich als Pferde-Requisiten-Magazin der Chevauxlegers zweckentfremdet worden.
Bis 1935 wurde die Reithalle unter anderem zum Abstellhalle von Lastkraftwagen genutzt. Am 30. September 1923 hatte Adolf Hitler einen ersten Auftritt in Bayreuth. Auf einem Pritschenwagen stehend hielt er in der Reithalle eine Rede. Im Zeitraum zwischen 1933 und 1935 erwarb die Stadt Bayreuth das Gebäude. Im November 1933 befürwortete das Stadtbauamt den Umbau der Halle in eine Viehversteigerungshalle; nachdem aber die Entscheidung gefallen war, am Geißmarkt eine Kongresshalle zu bauen, wurde stattdessen die Rotmainhalle für diesen Zweck errichtet.
Im Auftrag des nationalsozialistischen Regimes baute der Architekt Hans Reissinger die Halle 1935 mit einem repräsentativen Eingangsvorbau zum Jean-Paul-Platz hin in einen Veranstaltungsort um. Der Vorbau wurde mit drei Reliefsteinen geschmückt, die allegorische Figuren für Tragödie, Wehr und Musik darstellen. Benannt nach dem bayerischen Ministerpräsidenten Ludwig Siebert (1874–1942) wurde die Halle als Ludwig-Siebert-Halle am 26. September 1936 eingeweiht. Sie sollte zentraler Ort für einen gigantischen Aufmarschplatz werden und erlebte zahlreiche Massenveranstaltungen während des „Dritten Reichs“. Ein großer Festsaal mit einer Orgelempore sowie zwei freitragenden Emporen an den Längsseiten bot Raum für 2000 Sitz- und 1000 Stehplätze. Der Balkonsaal, an dessen mit Seidendamast bespannten Wänden sich Bildnisse berühmter Personen des Musiklebens reihten, wurde als offizieller Empfangsraum der Stadt eingerichtet. Eine große Wandelhalle, der „Hofgartensaal“, weitere Konferenzsäle, Künstlerzimmer und Ausstellungsräume rundeten die Anlage ab. In der Wandelhalle wurden 1936 Bronzebüsten für Hans Schemm, Richard Wagner, Franz Liszt, Houston Stewart Chamberlain und Jean Paul sowie 1938 für Cosima Wagner aufgestellt. Wirtschaftsräume wurden in den Flügelbauten eingerichtet. Durch Abbruch der alten Stallungen und neue Flügelbauten („Kleines Haus“) wurde am Geißmarkt ein großer Aufmarschplatz geschaffen.
Nach dem ersten großen Luftangriff auf Bayreuth am 5. April 1945 diente die Halle als Unterkunft für durch Bombenschäden obdachlos gewordene Einwohner der Stadt. Drei Tage später, am 8. April, trafen Brandbomben der 8. US-Luftflotte die Halle, deren Hauptgebäude danach bis auf die Umfassungsmauern ausbrannte.
1948 wurde der Stadt für kulturelle Zwecke von der amerikanischen Besatzungsmacht eine Holzbaracke zur Verfügung gestellt, die vom ehemaligen Fliegerhorst Bindlacher Berg stammte. Siegfried Thomas verwendete sie, um im Innenraum der Halle ein behelfsmäßiges Kino und Theater einzurichten. Am 17. Februar 1950 wurden die Stadthallen-Lichtspiele mit dem DEFA-Film Figaros Hochzeit eröffnet. Zwischen 1949 und Ende 1960 befand sich der Stelle der späteren Garderobe Thomas’ Café „Zum Weinheber“, ein Ort rauschender Feste und Faschingsbälle. Im unzerstörten Seitenflügel richteten die Stadtväter mit dem „Neuen Theater“ eine kleine Schauspielbühne ein.
1950 fasste der Stadtrat den Beschluss, den zerstörten Balkonsaal wiederaufbauen zu lassen. Aber erst am 19. Februar 1958 erging – erneut an Hans Reissinger – der Planungsauftrag. Eine Tombola zugunsten des Wiederaufbaus der Halle erbrachte 1959 einen Betrag von 82.000 DM. Der Kostenvoranschlag des Jahres 1969 lautete auf 3.950.000 DM. Am 22. Mai 1961 gab das Stadthallenkino mit dem Film Zu jung für die Liebe? seine letzte Vorstellung. Im Juni jenes Jahres wurde die Halle vollkommen entkernt. Das östliche Ende wurde zum Bühnenhaus aufgestockt, das im Januar 1963 fertiggestellt wurde. Der dortige Schnürboden befindet sich 22 Meter über der Bühne. Am 21. Januar 1965 wurde das Gebäude durch den damaligen Oberbürgermeister Hans Walter Wild eingeweiht. Beim Festakt dirigierte Gilbert Graf Gravina, ein Urenkel Franz Liszts, die Nürnberger Symphoniker. Die Gesamtkosten für die Wiederherstellung und den Umbau betrugen 5.975.000 DM. Bezüglich der Namengebung wurden die Bayreuther aufgefordert, Vorschläge zu unterbreiten. Ideen wie Oberfrankenhalle, Kennedyhalle, Kultur-Zentrale oder Kongreß-Palast fanden jedoch keine Gegenliebe, es setzte sich der schlichte und zeitlose Name „Stadthalle“ durch.
Die Stadthalle wurde zum Ort zahlreicher Kongresse sowie von Theater-, Schauspiel-, Musik- und Faschingsveranstaltungen. Die Mehrzweckhalle „Großes Haus“ bot mit Parkett und zwei Rängen rund 1000 Personen Platz. Von der großen Wandelhalle aus wurde über eine Treppe aus Carrara-Marmor der Balkonsaal mit 375 Plätzen erreicht. Das „Kleine Haus“ im seitlichen Hofgartenflügel konnte 300 Personen aufnehmen. Im Februar 1969 verhinderte der Stadtrat die Durchführung eines Parteitags der NPD in Bayreuth, indem er die Stadthalle für politische Parteien generell sperrte.
2016 beschloss der Stadtrat ein neues Nutzungskonzept für die Stadthalle. Im Herbst jenes Jahres wurde mit dem Umbau zum modernen Kulturzentrum begonnen. Das „Kleine Haus“ wurde abgebrochen und soll originalgetreu wiederaufgebaut werden. Am 4. September 2020 wurde das Richtfest gefeiert, die Wiedereröffnung der Stadthalle unter dem neuen Namen „Friedrichsforum“ war für den 5. Oktober 2024 vorgesehen. Ende November 2023 wurde bekannt, dass der vorgesehene Termin nicht eingehalten werden könne. Ging man 2017 noch von Kosten in Höhe von 55 Millionen Euro aus, lag die Schätzung im Jahr 2022 bereits bei 92,4 Millionen und Anfang 2023 bei 102 Millionen Euro.

## Wahrnehmung
Bezüglich des klobigen Klinkerbaus des Bühnenhauses sprach Reissinger in seiner Eröffnungsrede von einem „interessanten Problem für den Architekten, [...] inmitten historisch wertvoller Nachbargebäude und in unmittelbarer Nähe des Hofgartens“ einen maßstäblich völlig ungewohnten Bauteil an die „sandsteinerne alte Reithausfassade“ anzufügen. Der Historische Verein für Oberfranken urteilte im 44. Band des Archivs für Geschichte von Oberfranken: „Das Reithaus ... wurde in den letzten Jahren wieder in seine Vorkriegsform gebracht, wobei ihm noch ein monströser, das ganze Stadtviertel verunstaltender Schnürbodenbau in gelben Klinkern aufgesetzt wurde“.